# Claoxylon porphyrostemon
Claoxylon porphyrostemon är en törelväxtart som beskrevs av Airy Shaw. Claoxylon porphyrostemon ingår i släktet Claoxylon och familjen törelväxter. Inga underarter finns listade i Catalogue of Life.